# Lista över stadsdelar i Uppsala
Detta är en lista över Uppsalas stadsdelar samt underområden. Stadsdelarna överensstämmer med Uppsala kommuns stadsdelsindelning NYKO 2022 - nivå 3 . En första version av indelningen offentliggjordes i april 2018. De åtta huvudrubriker de är listade under överensstämmer med Uppsala kommuns indelning NYKO 2022 - nivå 2 .

## Centrala staden

### Främre Luthagen-Fjärdingen
- Främre Luthagen
- Fjärdingen
- Uppsala slott

### Kungsängen
- Industristaden

## Nordvästra staden

### Berthåga-Hällby
- Berthåga
- Hällby

### Luthagen
- Stabby
- Erikslund
- Norra Luthagen

### Stenhagen
- Herrhagen

## Västra staden

### Eriksberg
- Sommarro
- Lassebygärde

### Flogsta-Ekeby
- Hamberg
- Ekeby
- Flogsta

### Håga
- Hågaby
- Hågadalen

### Kvarnbo
- Kvarnbolund

### Kåbo
- Stadsskogen

## Sydvästra staden

### Gamla Gottsunda
- Södra Gottsunda

## Sydöstra staden

### Bergsbrunna
- Uppsävja

### Nåntuna-Vilan
- Nåntuna
- Vilan

## Östra staden

### Fålhagen
- Almtuna
- Petterslund

## Norra staden

### Librobäck-Husbyborg
- Librobäck
- Husbyborg

### Tunabackar
• Tunaberg